# USS Holland (SS-1)
| ПЧ типу Голанд             | ПЧ типу Голанд                       | ПЧ типу Голанд                       |
| -------------------------- | ------------------------------------ | ------------------------------------ |
| USS Holland (SS-1)         |                                      |                                      |
|                            |                                      |                                      |
| Голанд (Holland VI)        |                                      |                                      |
| Під прапором               | США                                  | США                                  |
| Спуск на воду              | 17 травня 1897 р                     | 17 травня 1897 р                     |
| Виведений зі складу флоту  | 21 листопада 1910 р.                 | 21 листопада 1910 р.                 |
| Сучасний статус            | утилізований 1913 р.                 | утилізований 1913 р.                 |
| Проєкт                     |                                      |                                      |
| Головний конструктор       | Джон Філіп Голланд                   | Джон Філіп Голланд                   |
| Основні характеристики     |                                      |                                      |
| Швидкість (підводна)       | 8 вузлів (15 км/год)                 | 8 вузлів (15 км/год)                 |
| Гранична глибина занурення | 6 м                                  | 6 м                                  |
| Екіпаж                     | 1 особа                              | 1 особа                              |
| Розміри                    |                                      |                                      |
| Довжина найбільша (по КВЛ) | 10 м                                 | 10 м                                 |
| Ширина корпусу найб.       | 3 м                                  | 3 м                                  |
| Висота                     | м                                    | м                                    |
| Озброєння                  |                                      |                                      |
| Артилерія                  | 210-мм пневматична динамітна гармата | 210-мм пневматична динамітна гармата |
| Торпедно- мінне озброєння  | один 457-мм ТА (3 торпеди)           | один 457-мм ТА (3 торпеди)           |
| Зображення на Вікісховищі  |                                      |                                      |

Голанд — підводний човен названий на честь його ірландсько-американського винахідника Джона Філіпа Голланда, третій тип підводного човна ВМС США (першими були човни ще з 1862 року — Алігатор і Ханлі). Човен був закладений з назвою «Голланд VI» 17 травня 1897 року.

## Будівництво

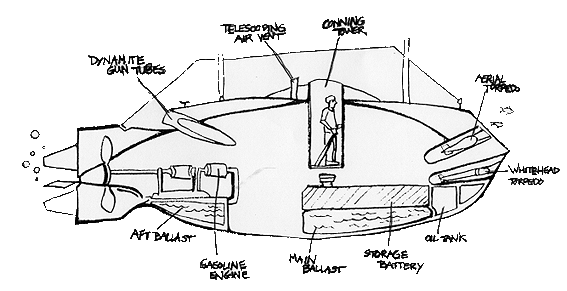
Робоче креслення Голланда

Роботи велися лейтенантом ВМФ у відставці Льюїс Ніксоном на верфі в Елізабет, Нью-Джерсі і Торпедо Boat Company Джона Холланда, котра стала Electric Boat компанія в 1899 році.
Корабель було побудовано під керівництвом Джона Голанда, який розробив судно і його деталі.. Двоє чоловіків працювали разом, використовуючи багато з перевірених концепцій і патентів Джон Голанда, щоб побудувати підводний човен доповнюючи інші внески в розвитку тоді сучасного підводного човна. В «Голанд VI» були включені безліч новацій для підводних човнів початку 20 століття.
У ньому був двигун внутрішнього згоряння (зокрема, 4-тактний Отто бензиновий двигун) для роботи на поверхні та електродвигун для підводного ходу. У ньому був 18 дюймовий (457 мм) торпедний апарат і два 8,4 дюймових (210 мм) пневматичних динамітних гармат (снаряди до котрих називалися «повітряними торпедами»), один в носовій частині човна, а другий в кормі (кормова була видалена в 1900 році. Була вперше рубка, з якої проводилося управління човном і його озброєнням. І він був оснащений усіма необхідними баластними цистернами і їхнім управлінням, щоб виконувати точні зміни глибини й забезпечення остійності човна.

## Експлуатація
«Голланд VI» зрештою довів свою обґрунтованість і гідність як військового корабля і був зрештою придбаний урядом США 11 квітня 1900 року за суму у $ 150 000. Він вважався першим по-справжньому успішним підводним човном. Уряд Сполучених Штатів незабаром замовив ще підводні човни з компанії Holland. 
.

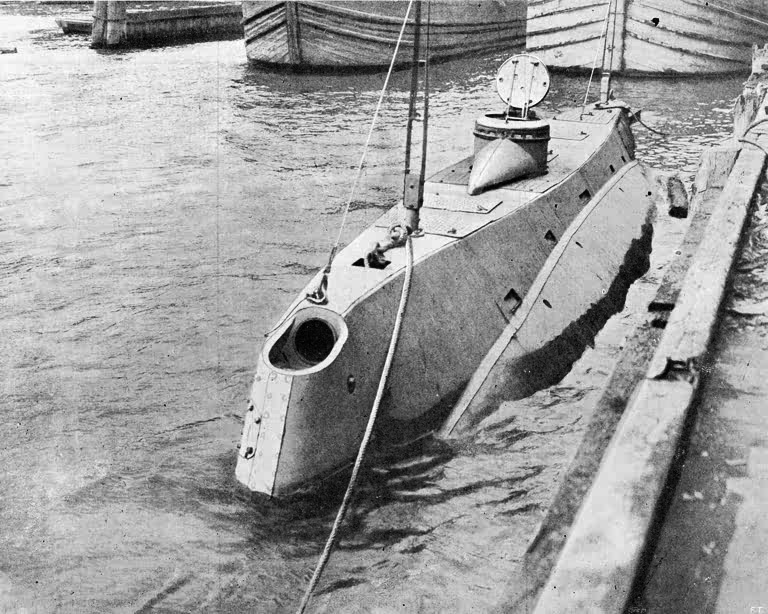
«Голланд» від Scientific American1898. На носі корпусу динамітна гармата відкрита

«Голланд VI» був перейменований в USS Голланд (СС-1), коли він був переданий флоту США 12 жовтня 1900 р., в Ньюпорт, Род-Айленд, екіпажу лейтенанта Гаррі Х. Колдуелл.

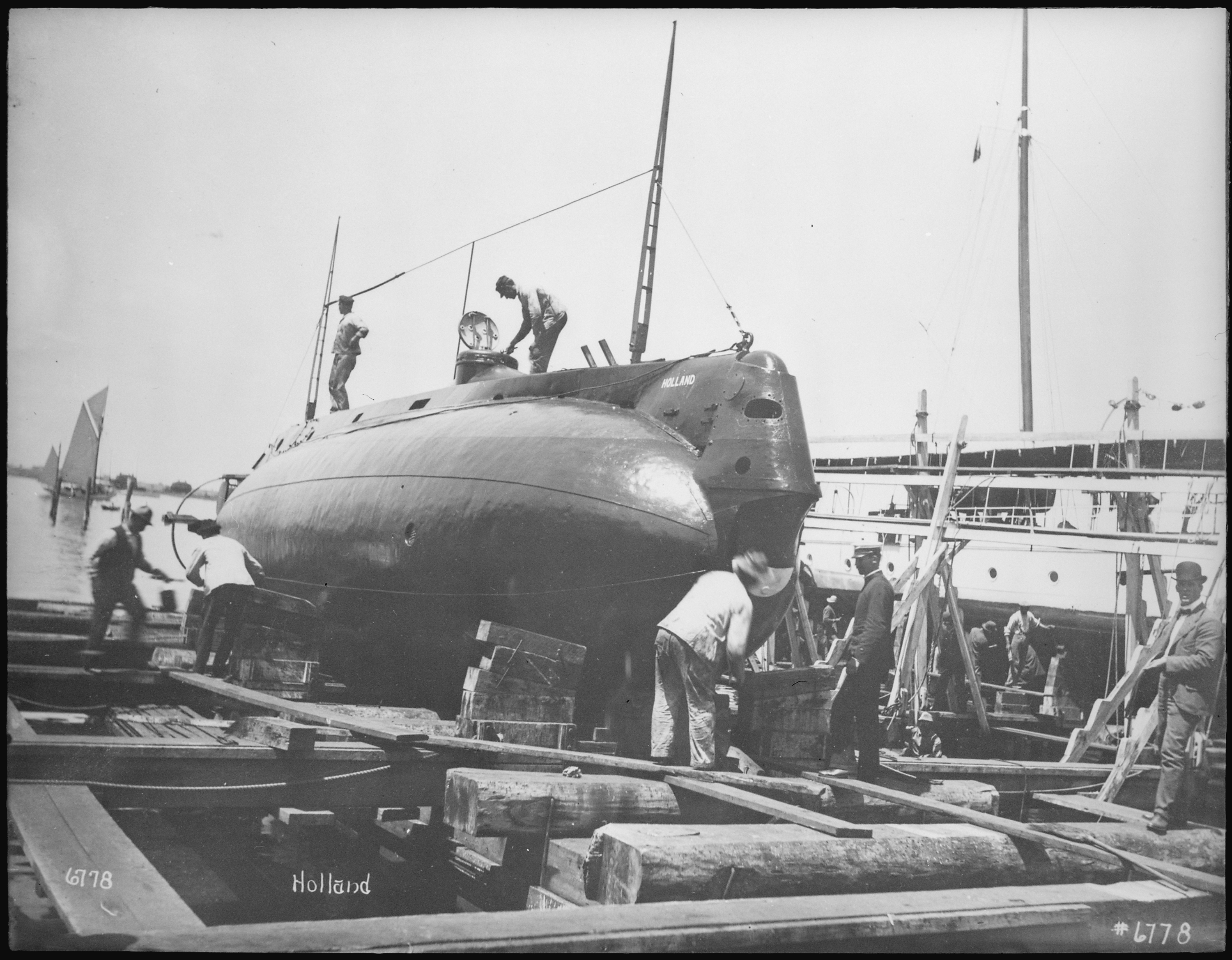
«Голланд» під час будівництва, 1900

16 жовтня 1900 року для того, щоб бути переданим до експлуатації «Голланд» залишив Ньюпорт на буксирі «Лейден» відправившись в Аннаполіс, штат Меріленд, де він використовувався для навчання гардемарин з Морської академії США, а також офіцерів і нижчих чинів, призначених там пройти навчання з боротьби за живучість судна при підготовці до експлуатації інші підводних човнів, котрі будувалися для флоту.
«Голланд» виявився цінним для експериментальних цілей у сфері збору даних для підводних човнів, що будувалися пізніше. Голланд залишався в Аннаполіс як навчальний підводний човен до 17 липня 1905 і закінчив свою службу в Норфолку, штат Вірджинія. Його назву було викреслено з реєстру ВМС 21 листопада 1910 року.
Підводний човен був проданий на металобрухт Генрі А. Hitnery з Філадельфії 18 червня 1913 року за $ 100. Покупець був зобов'язаний погодитися на $ 5000 як штраф для забезпечення того, що підводний човен буде неодмінно розібраний і не буде використовується як корабель. Успіх підводного човна зіграв важливу роль у створенні електричної Boat Company, тепер відомої як General Dynamics Electric Boat з General Dynamics Corporation. Ця компанія, таким чином, може простежити своє походження від створення Джоном Філіпом Голандом тоді революційних підводних човнів.